# おじんば磯
おじんば磯は兵庫県南あわじ市湊にある海岸の巨石を持つ景勝地。

## 概要
巨石は、長寿の老人夫婦が手を取り合っている姿に見えることから「おじんば磯」と呼ばれる。おじんば磯の足下には、登立明神が地区の守り神として祀られる。やや西側から離れて見ると石の形状がよく観察できる。サルに形が似ているため「猿石」の呼称もある。
交通量の少なくアワイチのコースからもやや外れた兵庫県道476号道沿いで、観光客に知られない海と鳥居と巨石のコラボレーションが満喫できる穴場スポットである。

## 交通アクセス

### バス
市コミュニティバス『らん・らんバス』「松の前」バス停から1.1km。

### 自家用車
神戸淡路鳴門自動車道淡路インターチェンジから県道31号線を左折し、県道25号線へ。車で約20分。 

## 周辺情報
- 弁天島 (南あわじ市)
- 灘黒岩水仙郷
- 鳴門海峡
- 鳴門の渦潮
- 若人の広場
- 慶野松原
- 五色浜
- 明神岬 (兵庫県)